# مو ياماغوتشي
مو ياماغوتشي (باليابانية: 山口もえ) هي تارينتو وممثلة يابانية، ولدت في 11 يونيو 1977 في تايتو في اليابان.

## وصلات خارجية
- الموقع الرسمي